# Distretto di Seo (Daejeon)
Seo (Hangŭl: 서구; Hanja: 西區) è un distretto di Daejeon. Ha una superficie di 95,25 km² e una popolazione di 506.070 abitanti al 2006.